# ハオカー

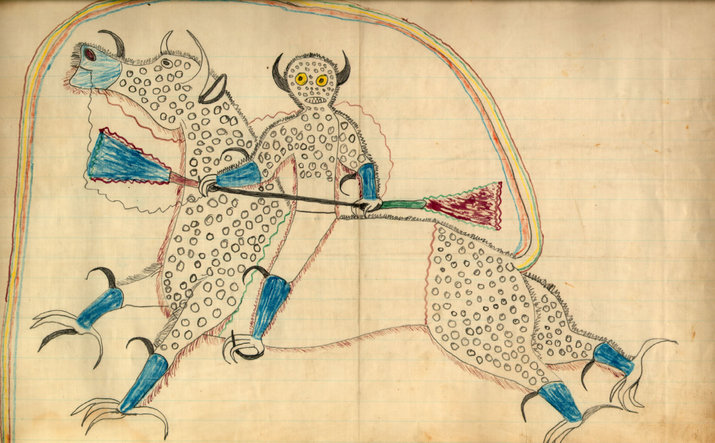
ラコタ族のブラック・ホークの描いたヘヨカ

ハオカー（Heyoka、Haoka）は、アメリカインディアンのスー族の神話に伝えられる、雷と狩猟を司る精霊。2本の角を生やした姿で描かれる。
スー族の言葉では、「ヘヨカ」と発音する。自らが悲しい時は笑い、自らが嬉しい時は泣くという。

## ヘヨカ・カーガ
信仰に忠実なスー族インディアンがもし雷の夢、または雷鳥ワキンヤン（サンダーバード）の夢を見た場合、その人はまさに「自らが悲しい時は笑い、自らが嬉しい時は泣く」という道化のような「さかさま人間」の「ヘヨカ・カーガ」を演じなければならない。暑ければ寒いと震え、寒ければ暑いと汗をかかねばならず、もし夢の中で自分が全裸だったなら、全裸で村を走り回らなければならない。
20世紀スー族の伝統派宗教者のレイム・ディアーやピート・キャッチーズは「どれほど恥ずかしくても、雷のパワーを受けたものはこのヘヨカを演じなければならない。でなければ、稲妻に打たれて死んでしまうからだ」とヘヨカ・カーガについて語っている。
このヘヨカの呪縛を解くためには、犬を生贄としてヘヨカに差し出す「犬の儀式」を執り行わなくてはならない。まず犬を大鍋で煮る。そしてヘヨカは、この中に手を突っ込んで、犬の頭を取り出す。この熱い犬の頭を他の道化役の者たちに渡す。犬の頭はとても熱いので、5、6人の道化たちは次々にこれを渡していくことになる。こうして犬の頭を回し終わり、最後に全員で犬の肉を食べることで、ヘヨカの呪縛から解放される。この儀式を終えれば、その者はもう「さかさま人間」を演じずに済むのである。